# HD 189695
Désignations
HD 189695 est une géante orange de magnitude 5,91 située dans la constellation de l'Aigle. Elle se trouve à 898 années-lumière de la Terre.

## Observation
C'est une étoile située dans l'hémisphère nord céleste, mais très proche de l'équateur céleste. Cela signifie qu'elle peut-être observée sans aucune difficulté depuis toutes les régions habitées de la Terre et qu'elle n'est invisible que dans les zones les plus intérieures de l'Antarctique. Dans l'hémisphère nord, cependant, elle n'apparaît circumpolaire que bien au-delà du cercle arctique. Sa magnitude de 5,9 la place à la limite de la visibilité à l'œil nu, donc pour être observée sans l'aide d'instruments, il faut un ciel nocturne clair et éventuellement sans Lune.
Le meilleur moment pour l'observer dans le ciel nocturne se situe entre fin juin et novembre. Dans les deux hémisphères, la période de visibilité reste à peu près la même, grâce à la position de l'étoile non loin de l'équateur céleste.

## Caractéristiques
L'étoile est une géante orange. Elle a une magnitude absolue de -1,29 et sa vitesse radiale indique qu'elle se rapproche du Système solaire.